# Burst-Signal
Ein Burst-Signal ist in der Nachrichtentechnik, insbesondere in der Fernsehtechnik, und der elektrischen Messtechnik eine begrenzte Anzahl von Schwingungen fester Frequenz; es hat also eine bestimmte, feste Dauer. Im Gegensatz zu einem andauernden Sinussignal, das nur eine Frequenzkomponente hat, ist die Bandbreite eines Burst-Signals umso größer, je kürzer der Burst ist.
Burst-Signale dienen zu Prüfzwecken oder zur zeitlich begrenzten Übertragung der Information der Phasenlage und der Frequenz einer Schwingung.
Davon abgeleitet wird Burst auch bei Datenübertragungsprotokollen benutzt, bei denen zu festgelegten regelmäßigen Zeitabständen ein kurzes Datenpaket versandt wird. Ein solches Paket, ggf. schon auf einen Träger moduliert, wird je nach Protokollnomenklatur Burst genannt. Als Beispiel sei Digital Enhanced Cordless Telecommunications (DECT) genannt. Aufgrund der Modulation gelten obige Angaben zum Spektrum nicht mehr uneingeschränkt.

## Anwendungen

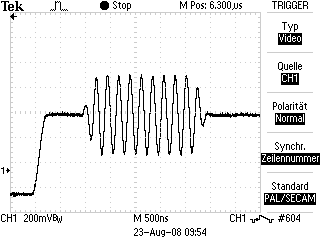
Burst eines PAL-Fernsehsignals nach der Zeilensynchronisation

### PAL-Burst

Testbild mit integriertem Multi-Burst-Signal

Im Bereich der analogen Fernsehtechnik wie PAL wird ein Burst-Signal verwendet, um die korrekte Phasenlage und Frequenz des Farbträgers vom Sender dem Fernsehempfänger zu übermitteln. Der Fernseher benötigt eine ununterbrochene Version genau dieser Schwingung, um ein Farbbild darstellen zu können; mit Hilfe dieser Information kann er sie sich selber erzeugen, so dass die korrekte Demodulation der Farbinformation erfolgen kann. Die nebenstehenden Abbildung zeigt ein Oszillogramm des sogenannten Color-Bursts eines PAL-Signals, welcher unmittelbar nach dem Zeilensynchronisationsimpuls (der Signalflanke links vom Schwingungspaket) übertragen wird. Dieser ca. 2,3 µs lange Burst stellt in diesem Fall den Farbträger des Senders mit einer Frequenz von 4,43361875 MHz dar. Das gesamte Oszillogramm zeigt mit 5 µs etwa 8 % einer kompletten Videozeile; rechts vom dargestellten Teil beginnt der sichtbare Teil der Videozeile; die Höhe der Grundlinie, auf der das Schwingungspaket sitzt, entspricht dem Schwarzpegel des Videobildes.

### Multiburst
In der Messtechnik werden Burst-Signale mit speziellen Testgeneratoren erzeugt. Eine Abfolge von Burst-Signalen unterschiedlicher Frequenz wird als Multi-Burst-Signal bezeichnet und ermöglicht eine einfache Abschätzung des Frequenzgangs beziehungsweise der Bandbreite eines Übertragungskanals. Das übertragene Signal wird dazu mit einem Oszilloskop betrachtet.
Ein Multi-Burst-Signal ist auch Bestandteil von vielen Fernsehtestbildern. Etwa in der Mitte der Abbildung, links von dem orangefarbenen Rechteck, sind von links nach rechts enger werdende senkrechte Linien zu erkennen. Jedem Linienabstand entspricht eine Videofrequenz; die Linien repräsentieren üblicherweise Frequenzpakete von 1, 2 und 3 MHz, das orange Feld entspricht der Farbträgerfrequenz von ca. 4,43 MHz. Eine Abschwächung der jeweiligen Frequenz macht sich durch geringen Kontrast der Linien bemerkbar. Ein ähnliches System zur Bandbreitenbestimmung in der Fernseh- und Videotechnik sind die Frequenzbesen.

### Messungen an Lautsprechern
Burst-Signale können auch für Messungen an Lautsprechern verwendet werden. Diese Technik hat den Vorteil, dass Reflexionen an Wänden erst nach dem Burst am Messmikrofon auftreffen und im Gegensatz zu Messungen mit Dauer-Sinussignalen daher kein reflexionsarmer Raum benötigt wird.